# Tricimba katepisternalis
Tricimba katepisternalis är en tvåvingeart som beskrevs av Ismay 1993. Tricimba katepisternalis ingår i släktet Tricimba och familjen fritflugor. Inga underarter finns listade i Catalogue of Life.